# Crotalaria rufipila
Crotalaria rufipila är en ärtväxtart som beskrevs av George Bentham. Crotalaria rufipila ingår i släktet sunnhampor, och familjen ärtväxter. Inga underarter finns listade i Catalogue of Life.